# NFL 2012
Die NFL-Saison 2012, die 93. Saison der National Football League, begann am Mittwoch, den 5. September 2012, mit dem Spiel der Vorjahressieger des Super Bowls XLVI, den New York Giants, gegen die Dallas Cowboys im MetLife Stadium und endete mit dem Super Bowl XLVII am Sonntag, dem 3. Februar 2013, im Mercedes-Benz Superdome in New Orleans.

## Skandal um die New Orleans Saints
Im Sommer 2012 wurde eine illegale schwarze Kasse der New Orleans Saints enttarnt, die dazu benutzt wurde, um Fouls an gegnerischen Spielern mit einem Bounty (dt.: Prämie) zu belohnen. Im Mittelpunkt standen hierbei Head Coach Sean Payton, Defensive Coordinator Gregg Williams und Linebacker Jonathan Vilma. In diesem „Bountygate“ genannten Skandal griff die NFL hart durch und bestrafte die Saints mit folgenden Maßnahmen:
- Williams wurde „unbefristet“ gesperrt
- Payton wurde für die gesamte Saison 2012 gesperrt
- Vilma wurde für die gesamte Saison 2012 gesperrt
- Diverse Co-Trainer und Spieler wurden für mehrere Spiele gesperrt
- Strafe von einer halben Million US-Dollar
- Verlust der Zweitrunden-Draft-Picks für die Saisons 2012 und 2013

Der Skandal traf die Saints besonders hart, da sie bei einem Einzug in den Super Bowl in ihrem eigenen Stadion gespielt hätten.

## Referee-Lockout
Der Saisonstart wurde von einem Lockout der NFL-Schiedsrichter überschattet, die höhere Löhne forderten. Bis zum 3. Spieltag wurden sie durch Schiedsrichter aus anderen Ligen und niederklassigen College-Football-Ligen ersetzt, deren durchwachsene Leistungen für Unmut sorgten. Höhepunkt der Kontroversen war der umstrittene Touchdown im letzten Spielzug von Wide-Receiver Golden Tate, zum 14:12-Sieg der Seattle Seahawks gegen die Green Bay Packers, bei dem Tate regelwidrig einen den Cornerback der Packers, Sam Shields zu Boden stieß. Außerdem fingen sowohl Tate als auch der Safety der Packers, M.D. Jennings, den Ball gleichzeitig. Während das Foul, wenn es so gesehen worden wäre, das Spiel sofort beendet hätte, gilt bei einem Simultaneous Catch, der Ball für die Offense als gefangen und war somit als Touchdown zu werten. Das Spiel wurde für einen Videobeweis (Instant Replay) gestoppt, aber nach NFL-Regeln durfte hierbei nur geprüft werden, ob der Ball von beiden Spielern (wie im Spiel entschieden) gefangen wurde und ob er nicht doch den Boden berührte. Das übersehene Foul war dagegen nicht mehr überprüfbar. Nach Ansicht der Szene entschied der Referee auf „Touchdown für Seattle“.
In einem offiziellen Statement gestand die NFL die Fehlentscheidung ein, als Folge konnten die regulären Schiedsrichter ein verbessertes Angebot der NFL annehmen und wurden im nächsten Spiel mit Standing Ovations von den Fans begrüßt.

## NFL Draft

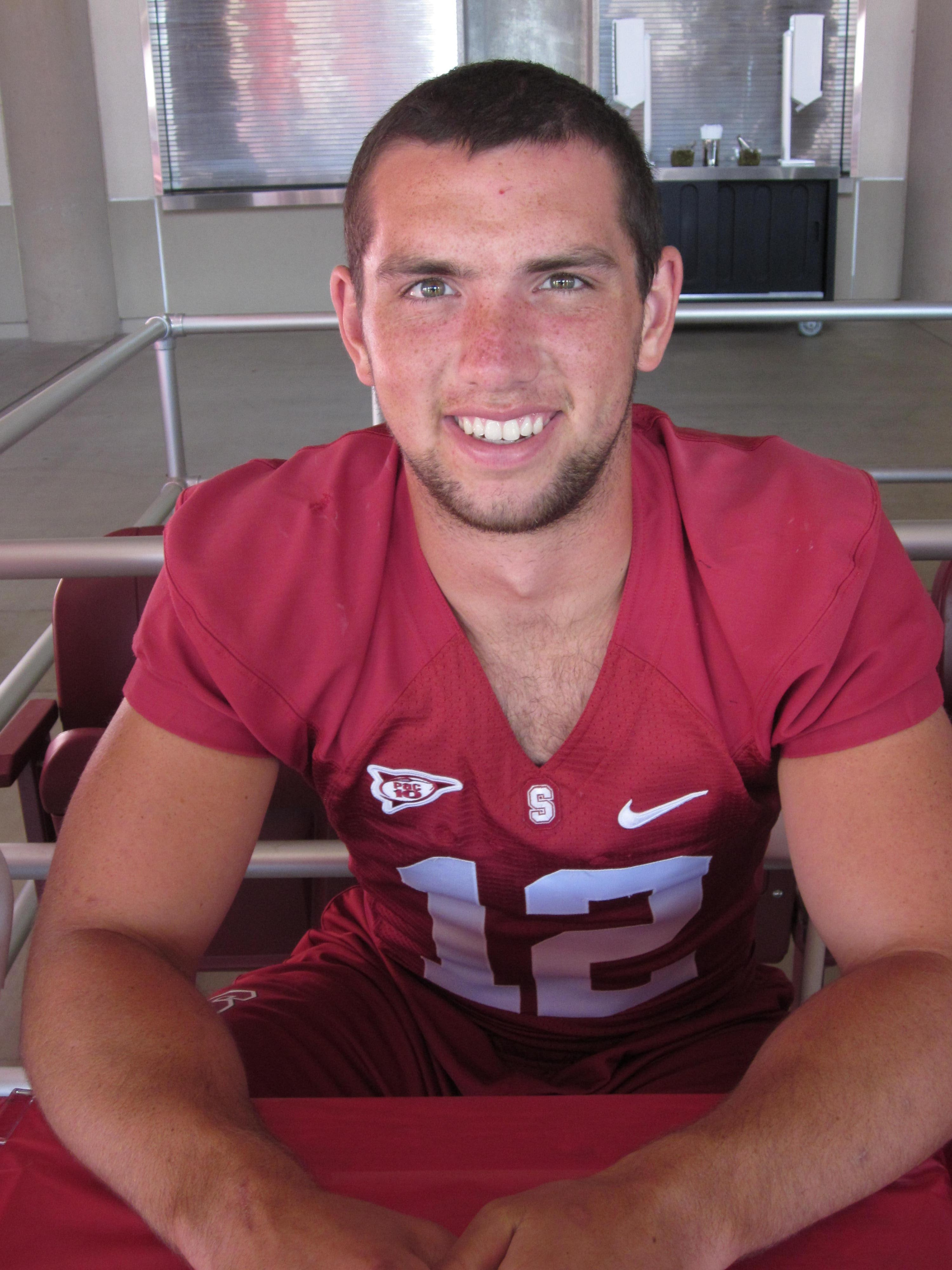
Andrew Luck wurde als erster Spieler im NFL Draft 2012 ausgewählt.

Der NFL Draft 2012 fand vom 26. bis 28. April in der Radio City Music Hall in New York statt. Insgesamt wurden während des Draftes 253 Spieler in sieben Runden ausgewählt. Da die Indianapolis Colts in der abgelaufenen Saison 2011 den schlechtesten Record aufwiesen, hatten sie das Recht, den ersten Spieler im Draft auswählen. Wie zuvor angekündigt, wählten sie mit dem Erstrunden-Pick den Quarterback Andrew Luck von der Stanford University. Da zu Saisonbeginn fünf Rookie-Quarterbacks als Starter aufliefen (Andrew Luck, Robert Griffin III, Ryan Tannehill, Brandon Weeden und Russell Wilson), was seit der Zusammenlegung der NFL und AFL 1970 noch nie vorgekommen war, kann man den Jahrgang auf der Position der Quarterbacks als sehr stark einstufen. Unterstrichen wurde dieser Trend mit den Rookie-Quarterbacks Nick Foles, Kirk Cousins und Ryan Lindley, die auch ihr Debüt während der Saison gaben. Die weiteren Quarterbacks Brock Osweiler, der in der zweiten Runde ausgewählt wurde und Austin Davis, Case Keenum und Kellen Moore, die ungedraftet bei verschiedenen Teams unterkamen, machten ihr Debüt auch in einer späteren Saison.

## Regeländerungen
- Die Overtime-Regel für die Postseason (zur Saison 2010 eingeführt) wird auf die Preseason und Regular Season ausgeweitet.[9] Im Gegensatz zu der bislang angewendeten Sudden Victory Overtime läuft das Spiel nach einem erzielten Field Goal der nach dem Münzwurf ballbesitzenden Mannschaft weiter (wenn die zuerst angreifende Mannschaft jedoch ein Touchdown oder die Defense ein Safety erzielt, ist das Spiel wie zuvor auch sofort beendet und die Mannschaft, die die Punkte erzielt hat, gewinnt). Erzielt das gegnerische Team daraufhin einen Touchdown, ist dieses Team der Sieger. Ist das Spiel daraufhin immer noch Unentschieden, geht es erneut in ein Sudden Death und jeder Punktgewinn führt zum Sieg. Ist das Spiel am Ende der Nachspielzeit immer noch unentschieden, wird das Spiel als unentschieden beendet.
  - Das erste Regular Season Spiel, bei dem die neue Regeln zur Overtime angewendet wurden, war das Spiel in der ersten Woche zwischen den Jacksonville Jaguars und den Minnesota Vikings. Minnesota hatte den Kickoff der Overtime und erzielte in dem Drive ein Field Goal. Anschließend hatte sie Jacksonville beim 4th Down gestoppt und somit das Spiel gewonnen.
  - Das erste Regular Season Spiel, bei dem beide Teams in der Overtime jeweils in ihrem ersten Drive ein Field Goal geschossen haben, war das Spiel in der elften Woche zwischen den Jaguars und den Houston Texans. Die Texans gewannen das Spiel mit 43:37 und wurden somit die erste NFL-Mannschaft, die durch die neuen Regeln zweimal in der Nachspielzeit punkten konnten.
- Die offiziellen Spielbeobachter (Replay Booth) können jederzeit während des Spiels Wiederholungsbesprechungen zu Spielzügen mit Turnovern veranlassen, ähnlich der 2011 verabschiedeten Regel zu den Spielzügen mit Punktgewinnen, die von den offiziellen Spielbeobachtern ebenfalls alle kontrolliert und bestätigt oder angezweifelt werden. Auch die Strafe für das Werfen der challenge flag und dadurch entstehende "unanfechtbaren" Spielzüge wurde geändert: Zusätzlich zu der 15-Yard-Raumstrafe für unsportliches Verhalten (Spielverzögerung) wird der Replay Booth automatisch den aktuellen Call bestätigen. Die Wiederholung des Reviews kann dabei nicht veranlasst werden.[10] Dieser Teil der Regel wurde jedoch vor der Saison 2013 wieder aufgehoben.
- Der Videobeweis (Instant Replay) wird für folgende Turnover-Situationen erweitert:
  - wenn ein Ball gefumbelt, anschließend wieder aufgenommen wird und die Schiedsrichter auf "runner out of Bounds" entschieden haben
  - wenn die Schiedsrichter auf "incomplete Forward Pass" entschieden haben, nachdem ein Rückwärtspass gespielt wurde und die gegnerische Mannschaft den Rückwärtspass nach dem Turnover aufgenommen hat
- Spieler, die von einem crack-back block aufgehalten werden, werden nun als defenseless Spieler betrachtet.
- Nachnamen auf Uniformen können nun auch Suffixe als Generationsbezeichnungen wie römische Zahlen (im Fall von Robert Griffin III), Junior (Jr.) und Senior (Sr.) enthalten.[11]

Am 30. August 2012 stimmten die Eigentümer und die NFLPA weiteren Änderungen zu, z. B. dass Mannschaften einen Spieler bestimmen können, der vor Saisonbeginn auf die Injured Reserve List gesetzt wurde und später in der Saison in den 53er-Mann-Kader zurückkehren darf, um wieder zu spielen. Dieser Spieler ist berechtigt, nach der sechsten Woche zum Training und nach der achten Woche zum Spiel zurückzukehren.

## Reguläre Saison
Die Regular Season war von großer Ausgeglichenheit geprägt. Zum ersten Mal seit 2008 schaffte es kein Team, mindestens 14 der 16 Saisonspiele zu gewinnen, dafür gab es zwölf Teams mit mindestens zehn Siegen. Die beiden Teams mit der besten Saisonbilanz (jeweils 13 Siege) waren die Atlanta Falcons und die Denver Broncos. Zwei Rückkehrer machten von sich reden: Denvers neuer Starting-Quarterback Peyton Manning, der nach einem Jahr Verletzungspause in die Liga zurückkehrte, trug mit 4.659 Yards Raumgewinn und 37 Touchdowns bei nur 16 Interceptions zur guten Saison der Broncos bei. Bei den Minnesota Vikings verfehlte Runningback Adrian Peterson, der am Ende der Saison 2011 einen Kreuzbandriss erlitten hatte, den Rekord für die meisten erlaufenen Yards in einer Saison von Eric Dickerson (2.105 Yards) nur um neun Yards.
Auffällig war zudem das gute Spiel mehrerer Rookie-Quarterbacks: Nummer-Eins-Draft-Pick Andrew Luck (4.374 Yards Raumgewinn, 23 Touchdowns bei 18 Interceptions) führte die Indianapolis Colts auf Anhieb in die Play-offs, genau so wie der Nummer-Zwei-Draft-Pick Robert Griffin III (3.200 Yards Raumgewinn, 20 Touchdowns bei 5 Interceptions und Wahl in den Pro Bowl) die Washington Redskins und der an Position 75 gedraftete Russell Wilson (3.110 Yards, 26 Touchdowns bei 10 Interceptions und Wahl in den Pro Bowl) die Seattle Seahawks.
Ebenso überraschte Quarterback Colin Kaepernick von den San Francisco 49ers, der in seinem zweiten NFL-Jahr Mitte der Saison Alex Smith als Starting-Quarterback ersetzte und in nur sieben Spielen von Anfang an 1.849 Yards sowie zehn Touchdowns bei drei Interceptions verbuchte. Kaepernick war auch bei einem bemerkenswerten Spiel seiner 49ers gegen die St. Louis Rams beteiligt: es endete nach Verlängerung 24:24, das erste Unentschieden in der NFL seit 2008.
Die 256 Spiele wurden in 17 Spielwochen ausgetragen, wobei jedes Team 16 Spiele absolvierte und eine spielfreie Woche (Bye Week) zwischen der vierten und der zwölften Woche hatte. Siebzehn Spiele wurden als Monday Night Game ausgetragen, davon zwei als Doubleheader in der ersten Woche. Am letzten Wochenende fanden alle Spiele am Sonntag statt. Es gab ebenfalls 13 Spiele am Donnerstag (Thursday Night) beginnend mit dem Spiel in der zweiten Spielwoche und drei Spielen an Thanksgiving. Aufgrund des Parteitags der Demokraten, der Anfang September stattfand und bei dem diese ihren Präsidentschaftskandidaten für die Wahl 2012 wählten, verschob die NFL das Eröffnungsspiel um einen Tag nach vorne auf Mittwoch, den 5. September. In den 16 Spielen der 17. Woche am 30. Dezember 2012 trafen alle Mannschaften – wie seit 2010 üblich – auf einen Gegner aus ihrer Division.

### Spiel in Europa
Wie bereits in den vergangenen Jahren fand ein Regular-Season-Spiel im Rahmen der NFL International Series in Europa statt. In der 8. Spielwoche trafen die New England Patriots im Londoner Wembley-Stadion auf die St. Louis Rams. Die Patriots setzten sich mit 45:7 durch.

### Abschlusstabellen

#### Division
| AFC East             | AFC East | AFC East | AFC East | AFC East | AFC East | AFC East | AFC East | AFC East | AFC East |
| Team                 | S        | N        | U        | SQ       | P+       | P−       | DIV      | CONF     | Serie    |
| -------------------- | -------- | -------- | -------- | -------- | -------- | -------- | -------- | -------- | -------- |
| New England Patriots | 12       | 4        | 0        | 0,750    | 557      | 331      | 6–0      | 11–1     | 2S       |
| Miami Dolphins       | 7        | 9        | 0        | 0,438    | 288      | 317      | 2–4      | 5–7      | 1N       |
| New York Jets        | 6        | 10       | 0        | 0,375    | 281      | 375      | 2–4      | 4–8      | 3N       |
| Buffalo Bills        | 6        | 10       | 0        | 0,375    | 344      | 435      | 2–4      | 5–7      | 1S       |

| NFC East            | NFC East | NFC East | NFC East | NFC East | NFC East | NFC East | NFC East | NFC East | NFC East |
| Team                | S        | N        | U        | SQ       | P+       | P−       | DIV      | CONF     | Serie    |
| ------------------- | -------- | -------- | -------- | -------- | -------- | -------- | -------- | -------- | -------- |
| Washington Redskins | 10       | 6        | 0        | 0,625    | 436      | 388      | 5–1      | 8–4      | 7S       |
| New York Giants     | 9        | 7        | 0        | 0,563    | 429      | 344      | 3–3      | 8–4      | 1S       |
| Dallas Cowboys      | 8        | 8        | 0        | 0,500    | 376      | 400      | 3–3      | 5–7      | 2N       |
| Philadelphia Eagles | 4        | 12       | 0        | 0,250    | 280      | 444      | 1–5      | 2–10     | 3N       |

| AFC North           | AFC North | AFC North | AFC North | AFC North | AFC North | AFC North | AFC North | AFC North | AFC North |
| Team                | S         | N         | U         | SQ        | P+        | P−        | DIV       | CONF      | Serie     |
| ------------------- | --------- | --------- | --------- | --------- | --------- | --------- | --------- | --------- | --------- |
| Baltimore Ravens    | 10        | 6         | 0         | 0,625     | 398       | 344       | 4–2       | 8–4       | 1N        |
| Cincinnati Bengals  | 10        | 6         | 0         | 0,625     | 391       | 320       | 3–3       | 7–5       | 3S        |
| Pittsburgh Steelers | 8         | 8         | 0         | 0,500     | 336       | 314       | 3–3       | 5–7       | 1S        |
| Cleveland Browns    | 5         | 11        | 0         | 0,313     | 302       | 368       | 2–4       | 5–7       | 3N        |

| NFC North         | NFC North | NFC North | NFC North | NFC North | NFC North | NFC North | NFC North | NFC North | NFC North |
| Team              | S         | N         | U         | SQ        | P+        | P−        | DIV       | CONF      | Serie     |
| ----------------- | --------- | --------- | --------- | --------- | --------- | --------- | --------- | --------- | --------- |
| Green Bay Packers | 11        | 5         | 0         | 0,688     | 433       | 336       | 5–1       | 8–4       | 1N        |
| Minnesota Vikings | 10        | 6         | 0         | 0,625     | 379       | 348       | 4–2       | 7–5       | 1S        |
| Chicago Bears     | 10        | 6         | 0         | 0,625     | 375       | 277       | 3–3       | 7–5       | 2S        |
| Detroit Lions     | 4         | 12        | 0         | 0,250     | 372       | 437       | 0–6       | 3–9       | 8N        |

| AFC South            | AFC South | AFC South | AFC South | AFC South | AFC South | AFC South | AFC South | AFC South | AFC South |
| Team                 | S         | N         | U         | SQ        | P+        | P−        | DIV       | CONF      | Serie     |
| -------------------- | --------- | --------- | --------- | --------- | --------- | --------- | --------- | --------- | --------- |
| Houston Texans       | 12        | 4         | 0         | 0,750     | 416       | 331       | 5–1       | 10–2      | 2N        |
| Indianapolis Colts   | 11        | 5         | 0         | 0,688     | 357       | 387       | 4–2       | 8–4       | 2S        |
| Tennessee Titans     | 6         | 10        | 0         | 0,375     | 330       | 471       | 1–5       | 5–7       | 1S        |
| Jacksonville Jaguars | 2         | 14        | 0         | 0,125     | 255       | 444       | 2–4       | 2–10      | 5N        |

| NFC South            | NFC South | NFC South | NFC South | NFC South | NFC South | NFC South | NFC South | NFC South | NFC South |
| Team                 | S         | N         | U         | SQ        | P+        | P−        | DIV       | CONF      | Serie     |
| -------------------- | --------- | --------- | --------- | --------- | --------- | --------- | --------- | --------- | --------- |
| Atlanta Falcons      | 13        | 3         | 0         | 0,813     | 419       | 299       | 3–3       | 9–3       | 1N        |
| Carolina Panthers    | 7         | 9         | 0         | 0,438     | 357       | 363       | 3–3       | 5–7       | 4S        |
| New Orleans Saints   | 7         | 9         | 0         | 0,438     | 461       | 454       | 3–3       | 5–7       | 1N        |
| Tampa Bay Buccaneers | 7         | 9         | 0         | 0,438     | 389       | 394       | 3–3       | 4–8       | 1S        |

| AFC West           | AFC West | AFC West | AFC West | AFC West | AFC West | AFC West | AFC West | AFC West | AFC West |
| Team               | S        | N        | U        | SQ       | P+       | P−       | DIV      | CONF     | Serie    |
| ------------------ | -------- | -------- | -------- | -------- | -------- | -------- | -------- | -------- | -------- |
| Denver Broncos     | 13       | 3        | 0        | 0,813    | 481      | 289      | 6–0      | 10–2     | 11S      |
| San Diego Chargers | 7        | 9        | 0        | 0,438    | 350      | 350      | 4–2      | 7–5      | 2S       |
| Oakland Raiders    | 4        | 12       | 0        | 0,250    | 290      | 443      | 2–4      | 4–8      | 2N       |
| Kansas City Chiefs | 2        | 14       | 0        | 0,125    | 211      | 425      | 0–6      | 0–12     | 4N       |

| NFC West            | NFC West | NFC West | NFC West | NFC West | NFC West | NFC West | NFC West | NFC West | NFC West |
| Team                | S        | N        | U        | SQ       | P+       | P−       | DIV      | CONF     | Serie    |
| ------------------- | -------- | -------- | -------- | -------- | -------- | -------- | -------- | -------- | -------- |
| San Francisco 49ers | 11       | 4        | 1        | 0,719    | 397      | 273      | 3–2–1    | 7–4–1    | 1S       |
| Seattle Seahawks    | 11       | 5        | 0        | 0,688    | 412      | 245      | 3–3      | 8–4      | 5S       |
| St. Louis Rams      | 7        | 8        | 1        | 0,469    | 299      | 348      | 4–1–1    | 6–5–1    | 1N       |
| Arizona Cardinals   | 5        | 11       | 0        | 0,313    | 250      | 357      | 1–5      | 3–9      | 2N       |

Quelle: nfl.com

#### Conference
| AFC              | AFC                  | AFC              | AFC              | AFC              | AFC              | AFC              | AFC              |
| Rang             | Team                 | Division         | S                | N                | U                | SQ               | CONF             |
| Division leaders | Division leaders     | Division leaders | Division leaders | Division leaders | Division leaders | Division leaders | Division leaders |
| ---------------- | -------------------- | ---------------- | ---------------- | ---------------- | ---------------- | ---------------- | ---------------- |
| 1                | Denver Broncos       | West             | 13               | 3                | 0                | 0,813            | 10–2             |
| 2                | New England Patriots | East             | 12               | 4                | 0                | 0,750            | 11–1             |
| 3                | Houston Texans       | South            | 12               | 4                | 0                | 0,750            | 10–2             |
| 4                | Baltimore Ravens     | North            | 10               | 6                | 0                | 0,625            | 8–4              |
| Wild Cards       |                      |                  |                  |                  |                  |                  |                  |
| 5                | Indianapolis Colts   | South            | 11               | 5                | 0                | 0,688            | 8–4              |
| 6                | Cincinnati Bengals   | North            | 10               | 6                | 0                | 0,625            | 7–5              |
| Ausgeschieden    |                      |                  |                  |                  |                  |                  |                  |
| 7                | Pittsburgh Steelers  | North            | 8                | 8                | 0                | 0,500            | 5–7              |
| 8                | San Diego Chargers   | West             | 7                | 9                | 0                | 0,438            | 7–5              |
| 9                | Miami Dolphins       | East             | 7                | 9                | 0                | 0,438            | 5–7              |
| 10               | Tennessee Titans     | South            | 6                | 10               | 0                | 0,375            | 5–7              |
| 11               | New York Jets        | East             | 6                | 10               | 0                | 0,375            | 4–8              |
| 12               | Buffalo Bills        | East             | 6                | 10               | 0                | 0,375            | 5–7              |
| 13               | Cleveland Browns     | North            | 5                | 11               | 0                | 0,313            | 5–7              |
| 14               | Oakland Raiders      | West             | 4                | 12               | 0                | 0,250            | 4–8              |
| 15               | Jacksonville Jaguars | South            | 2                | 14               | 0                | 0,125            | 2–10             |
| 16               | Kansas City Chiefs   | West             | 2                | 14               | 0                | 0,125            | 0–12             |

| NFC              | NFC                  | NFC              | NFC              | NFC              | NFC              | NFC              | NFC              |
| Rang             | Team                 | Division         | S                | N                | U                | SQ               | CONF             |
| Division leaders | Division leaders     | Division leaders | Division leaders | Division leaders | Division leaders | Division leaders | Division leaders |
| ---------------- | -------------------- | ---------------- | ---------------- | ---------------- | ---------------- | ---------------- | ---------------- |
| 1                | Atlanta Falcons      | South            | 13               | 3                | 0                | 0,813            | 9–3              |
| 2                | San Francisco 49ers  | West             | 11               | 4                | 1                | 0,719            | 7–4–1            |
| 3                | Green Bay Packers    | North            | 11               | 5                | 0                | 0,688            | 8–4              |
| 4                | Washington Redskins  | East             | 10               | 6                | 0                | 0,625            | 8–4              |
| Wild Cards       |                      |                  |                  |                  |                  |                  |                  |
| 5                | Seattle Seahawks     | West             | 11               | 5                | 0                | 0,688            | 8–4              |
| 6                | Minnesota Vikings    | North            | 10               | 6                | 0                | 0,625            | 7–5              |
| Ausgeschieden    |                      |                  |                  |                  |                  |                  |                  |
| 7                | Chicago Bears        | North            | 10               | 6                | 0                | 0,625            | 7–5              |
| 8                | New York Giants      | East             | 9                | 7                | 0                | 0,563            | 8–4              |
| 9                | Dallas Cowboys       | East             | 8                | 8                | 0                | 0,500            | 5–7              |
| 10               | St. Louis Rams       | West             | 7                | 8                | 1                | 0,469            | 6–5–1            |
| 11               | Carolina Panthers    | South            | 7                | 9                | 0                | 0,438            | 5–7              |
| 12               | New Orleans Saints   | South            | 7                | 9                | 0                | 0,438            | 5–7              |
| 13               | Tampa Bay Buccaneers | South            | 7                | 9                | 0                | 0,438            | 4–8              |
| 14               | Arizona Cardinals    | West             | 5                | 11               | 0                | 0,313            | 3–9              |
| 15               | Detroit Lions        | North            | 4                | 12               | 0                | 0,250            | 3–9              |
| 16               | Philadelphia Eagles  | East             | 4                | 12               | 0                | 0,250            | 2–10             |

Legende:
| Siege              | Niederlagen           | Unentschieden      | SQ gewonnene Spiele (relativ)               | DIV Gewonnene / verlorene Spiele in der Division    |
| P+ gemachte Punkte | P− gegnerische Punkte | Playoff-Teilnehmer | Serie Gewonnene / verlorene Spiele in Folge | CONF Gewonnene / verlorene Spiele in der Conference |

Tie-Breaker 2012
- New England sicherte sich den zweiten Platz in der Play-off-Setzliste der AFC vor Houston aufgrund ihres 42:14-Sieges im direkten Duell in Woche 14.
- Baltimore gewann die AFC North vor Cincinnati aufgrund ihrer besseren Division-Bilanz (4–2 gegenüber 3–3 von Cincinnati).
- Die New York Jets beendeten die Saison vor Buffalo in der AFC East aufgrund ihrer besseren Bilanz gegen gemeinsame Gegner (5–7 gegenüber 3–9 von Buffalo).
- Minnesota sicherte sich den sechsten und damit letzten Platz in der Play-off-Setzliste der NFC vor Chicago aufgrund ihrer besseren Division-Bilanz (4–2 gegenüber 3–3 von Chicago).
- Carolina und New Orleans beendeten die Saison vor Tampa Bay in der NFC South aufgrund ihrer besseren Bilanz gegen gemeinsame Gegner (5–5 gegenüber 4–6 von Tampa Bay).
- Carolina beendete die Saison vor New Orleans in der NFC South aufgrund ihrer zwei direkten Siege.

## Play-offs
Die Play-offs fanden vom 5. Januar 2013 bis zum 3. Februar 2013 statt.
|  | Wild Card Round               | Wild Card Round             | Wild Card Round             |                               |               | Divisional Round          | Divisional Round              | Divisional Round              |                               |  | Conference Championships | Conference Championships | Conference Championships |  |  | Super Bowl | Super Bowl | Super Bowl |
|  |                               |                             |                             |                               |               |                           |                               |                               |                               |  |                          |                          |                          |  |  |            |            |            |
|  | 6. Januar – FedExField        | 6. Januar – FedExField      | 6. Januar – FedExField      |                               |               | 13. Januar – Georgia Dome | 13. Januar – Georgia Dome     | 13. Januar – Georgia Dome     |                               |  |                          |                          |                          |  |  |            |            |            |
|  | 6. Januar – FedExField        | 6. Januar – FedExField      | 6. Januar – FedExField      | 1                             | Atlanta       | 30                        |                               |                               |                               |  |                          |                          |                          |  |  |            |            |            |
|  | 4                             | Washington                  | 14                          | 1                             | Atlanta       | 30                        | 20. Januar – Georgia Dome     | 20. Januar – Georgia Dome     | 20. Januar – Georgia Dome     |  |                          |                          |                          |  |  |            |            |            |
|  | 4                             | Washington                  | 14                          | 5                             | Seattle       | 28                        | 20. Januar – Georgia Dome     | 20. Januar – Georgia Dome     | 20. Januar – Georgia Dome     |  |                          |                          |                          |  |  |            |            |            |
|  | 5                             | Seattle                     | 24                          | 5                             | Seattle       | 28                        | 20. Januar – Georgia Dome     | 20. Januar – Georgia Dome     | 20. Januar – Georgia Dome     |  |                          |                          |                          |  |  |            |            |            |
|  | 5                             | Seattle                     | 24                          | 12. Januar – Candlestick Park |               |                           | 20. Januar – Georgia Dome     | 20. Januar – Georgia Dome     | 20. Januar – Georgia Dome     |  |                          |                          |                          |  |  |            |            |            |
|  |                               |                             |                             | 1                             | Atlanta       | 24                        |                               |                               |                               |  |                          |                          |                          |  |  |            |            |            |
|  | NFC                           |                             |                             | 1                             | Atlanta       | 24                        |                               |                               |                               |  |                          |                          |                          |  |  |            |            |            |
|  |                               | 2                           | San Francisco               | 28                            |               |                           |                               |                               |                               |  |                          |                          |                          |  |  |            |            |            |
|  | 5. Januar – Lambeau Field     | 2                           | San Francisco               | 28                            |               |                           |                               |                               |                               |  |                          |                          |                          |  |  |            |            |            |
|  | NFC Championship              |                             |                             |                               |               |                           |                               |                               |                               |  |                          |                          |                          |  |  |            |            |            |
|  | 2                             | San Francisco               | 45                          |                               |               |                           |                               |                               |                               |  |                          |                          |                          |  |  |            |            |            |
|  | 2                             | San Francisco               | 45                          | 3                             | Green Bay     | 24                        | 3. Februar – M.-B. Superdome  | 3. Februar – M.-B. Superdome  | 3. Februar – M.-B. Superdome  |  |                          |                          |                          |  |  |            |            |            |
|  | 3                             | Green Bay                   | 31                          | 3                             | Green Bay     | 24                        | 3. Februar – M.-B. Superdome  | 3. Februar – M.-B. Superdome  | 3. Februar – M.-B. Superdome  |  |                          |                          |                          |  |  |            |            |            |
|  | 3                             | Green Bay                   | 31                          | 6                             | Minnesota     | 10                        | 3. Februar – M.-B. Superdome  | 3. Februar – M.-B. Superdome  | 3. Februar – M.-B. Superdome  |  |                          |                          |                          |  |  |            |            |            |
|  | 13. Januar – Gillette Stadium |                             |                             | 6                             | Minnesota     | 10                        | 3. Februar – M.-B. Superdome  | 3. Februar – M.-B. Superdome  | 3. Februar – M.-B. Superdome  |  |                          |                          |                          |  |  |            |            |            |
|  | 5. Januar – Reliant Stadium   | 5. Januar – Reliant Stadium | 5. Januar – Reliant Stadium | N2                            | San Francisco | 31                        |                               |                               |                               |  |                          |                          |                          |  |  |            |            |            |
|  | 5. Januar – Reliant Stadium   | 5. Januar – Reliant Stadium | 5. Januar – Reliant Stadium | N2                            | San Francisco | 31                        |                               |                               |                               |  |                          |                          |                          |  |  |            |            |            |
|  | 5. Januar – Reliant Stadium   | 5. Januar – Reliant Stadium | 5. Januar – Reliant Stadium |                               | A4            | Baltimore                 | 34                            |                               |                               |  |                          |                          |                          |  |  |            |            |            |
|  | 5. Januar – Reliant Stadium   | 5. Januar – Reliant Stadium | 5. Januar – Reliant Stadium |                               | A4            | Baltimore                 | 34                            |                               |                               |  |                          |                          |                          |  |  |            |            |            |
|  | 5. Januar – Reliant Stadium   | 5. Januar – Reliant Stadium | 5. Januar – Reliant Stadium | Super Bowl XLVII              |               |                           |                               |                               |                               |  |                          |                          |                          |  |  |            |            |            |
|  | 5. Januar – Reliant Stadium   | 5. Januar – Reliant Stadium | 5. Januar – Reliant Stadium | 2                             | New England   | 41                        |                               |                               |                               |  |                          |                          |                          |  |  |            |            |            |
|  | 3                             | Houston                     | 19                          | 2                             | New England   | 41                        | 20. Januar – Gillette Stadium | 20. Januar – Gillette Stadium | 20. Januar – Gillette Stadium |  |                          |                          |                          |  |  |            |            |            |
|  | 3                             | Houston                     | 19                          | 3                             | Houston       | 28                        | 20. Januar – Gillette Stadium | 20. Januar – Gillette Stadium | 20. Januar – Gillette Stadium |  |                          |                          |                          |  |  |            |            |            |
|  | 6                             | Cincinnati                  | 13                          | 3                             | Houston       | 28                        | 20. Januar – Gillette Stadium | 20. Januar – Gillette Stadium | 20. Januar – Gillette Stadium |  |                          |                          |                          |  |  |            |            |            |
|  | 6                             | Cincinnati                  | 13                          | 12. Januar – Invesco Field    |               |                           | 20. Januar – Gillette Stadium | 20. Januar – Gillette Stadium | 20. Januar – Gillette Stadium |  |                          |                          |                          |  |  |            |            |            |
|  |                               |                             |                             | 2                             | New England   | 13                        |                               |                               |                               |  |                          |                          |                          |  |  |            |            |            |
|  | AFC                           |                             |                             | 2                             | New England   | 13                        |                               |                               |                               |  |                          |                          |                          |  |  |            |            |            |
|  |                               | 4                           | Baltimore                   | 28                            |               |                           |                               |                               |                               |  |                          |                          |                          |  |  |            |            |            |
|  | 6. Januar – M&T Bank Stdm.    | 4                           | Baltimore                   | 28                            |               |                           |                               |                               |                               |  |                          |                          |                          |  |  |            |            |            |
|  | AFC Championship              |                             |                             |                               |               |                           |                               |                               |                               |  |                          |                          |                          |  |  |            |            |            |
|  | 1                             | Denver                      | 35                          |                               |               |                           |                               |                               |                               |  |                          |                          |                          |  |  |            |            |            |
|  | 1                             | Denver                      | 35                          | 4                             | Baltimore     | 24                        |                               |                               |                               |  |                          |                          |                          |  |  |            |            |            |
|  | 4                             | Baltimore                   | 38*                         | 4                             | Baltimore     | 24                        |                               |                               |                               |  |                          |                          |                          |  |  |            |            |            |
|  | 4                             | Baltimore                   | 38*                         | 5                             | Indianapolis  | 9                         |                               |                               |                               |  |                          |                          |                          |  |  |            |            |            |
|  |                               |                             |                             | 5                             | Indianapolis  | 9                         |                               |                               |                               |  |                          |                          |                          |  |  |            |            |            |

- Die Mannschaft mit der niedrigeren Setznummer hatte Heimrecht und wird hier als erste genannt, im Gegensatz zur Praxis in den USA, wo die Gastmannschaft zuerst genannt wird.
- (*) nach Verlängerung

## Pro Bowl 2013
Siehe auch Hauptartikel: Pro Bowl 2013
Der Pro Bowl wurde am 27. Januar 2013, im Aloha Stadium auf Hawaii, ausgetragen. Das Team der NFC gewann mit 62:35 gegen das Team der AFC. Zum Most Valuable Player (MVP) wurde Tight End Kyle Rudolph (Minnesota Vikings) gewählt.

## Super Bowl XLVII
Siehe auch Hauptartikel: Super Bowl XLVII
Die 47. Ausgabe des Super Bowls fand am 3. Februar 2013 im Mercedes-Benz Superdome in New Orleans statt. Beim Duell der San Francisco 49ers und der Baltimore Ravens behielten die Ravens mit 34:31 die Oberhand und feierten ihre zweite Meisterschaft. Mit John und Jim Harbaugh bestritten zum ersten Mal zwei Brüder als Head Coaches einen Super Bowl, wodurch der Super Bowl XLVII auch umgangssprachlich „Brother Bowl“, „HarBowl“ oder „Harbaugh Bowl“ genannt wurde.
Geleitet wurde die Partie vom Unparteiischen Jerome Boger.

## Trivia

### Saisonbestleistungen
Folgende Saisonbestleistungen wurden 2012 erreicht:
| Statistikwert           | Spieler                  | Wert  |
| ----------------------- | ------------------------ | ----- |
| Geworfene Yards         | Drew Brees (NOR)         | 5.177 |
| Geworfene Touchdowns    | Drew Brees (NOR)         | 43    |
| Erlaufene Yards         | Adrian Peterson (MIN)    | 2.097 |
| Erlaufene Touchdowns    | Arian Foster (HOU)       | 15    |
| Fänge (receptions)      | Calvin Johnson (DET)     | 122   |
| Gefangene Yards         | Calvin Johnson (DET)     | 1.964 |
| Gefangene Touchdowns    | James Jones (GNB)        | 16    |
| Tackles                 | Luke Kuechly (CAR)       | 164   |
| Sacks                   | J. J. Watt (HOU)         | 20,5  |
| Interceptions           | Tim Jennings (CHI)       | 9     |
| erzwungene Fumbles      | Charles Tillman (CHI)    | 10    |
| gepuntete Yards         | Dave Zastudil (ARI)      | 5.209 |
| verwandelte Field Goals | Blair Walsh (MIN)        | 35    |
| erzielte Punkte         | Stephen Gostkowski (NWE) | 153   |

### Auszeichnungen
Am 2. Februar, dem Abend vor dem Super Bowl XLVII, wurden die besten Spieler der abgelaufenen Saison 2012 geehrt. Die Preisverleihung wurde wie im letzten Jahr unter dem Namen NFL Honors ausgetragen und fand im Mahalia Jackson Theater in New Orleans, Louisiana statt.
| Award                             | Gewinner           | Position           | Team                |
| --------------------------------- | ------------------ | ------------------ | ------------------- |
| AP Most Valuable Player           | Adrian Peterson    | Runningback        | Minnesota Vikings   |
| AP Coach of the Year              | Bruce Arians       | Interim Head Coach | Indianapolis Colts  |
| AP Offensive Player of the Year   | Adrian Peterson    | Runningback        | Minnesota Vikings   |
| AP Defensive Player of the Year   | J. J. Watt         | Defensive End      | Houston Texans      |
| AP Offensive Rookie of the Year   | Robert Griffin III | Quarterback        | Washington Redskins |
| AP Defensive Rookie of the Year   | Luke Kuechly       | Linebacker         | Carolina Panthers   |
| AP Comeback Player of the Year    | Peyton Manning     | Quarterback        | Denver Broncos      |
| Walter Payton NFL Man of the Year | Jason Witten       | Tight End          | Dallas Cowboys      |